# Mustapha Najjari
Mustapha Najjari (em árabe: مصطفى نجاري; nascido em 1951) é um ex-ciclista marroquino.
Nos Jogos Olímpicos de Verão de 1984 em Los Angeles, competiu representando o Marrocos na prova de estrada (individual), terminando na 54ª posição.